# Guerra dels Deu Anys

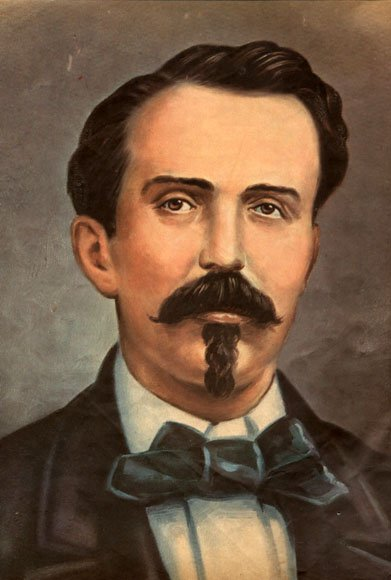
Carlos Manuel de Céspedes.

La Guerra dels Deu Anys o Guerra del 68, o la Guerra Gran (1868 - 1878), fou la primera guerra d'independència cubana contra les forces reialistes espanyoles. La guerra va començar amb el Crit de Yara, en la nit del 9 al 10 d'octubre de 1868, a la finca La Demajagua, que pertanyia a Carlos Manuel de Céspedes. Va acabar deu anys més tard, sense que s'hagués assolit la independència de Cuba.
Aquesta guerra va tenir un caràcter anticolonialista, antiesclavista i d'alliberament nacional. A més des del punt de vista cultural va ajudar que el sentiment de nacionalisme s'afermés. Es va lluitar pel progrés de l'economia i societat, perquè va tenir caràcter contracultural (va procedir d'una subcultura que es va convertir en un moviment contracultural que tractava d'enderrocar una cultura hegemònica que representava una trava per al desenvolupament de Cuba i del món). La guerra comença quan Céspedes dona la llibertat als seus esclaus i llegí la Declaració d'Independència (o manifest del 10 d'octubre), el 10 d'octubre de 1868. En aquest document Céspedes explica les causes de la guerra i els seus objectius.

## Antecedents

### Causes econòmiques
- Cuba era afectada per les crisis econòmiques dels anys 1857 i 1866
- Les regions occidentals i oriental tenien diferent situació econòmica. La regió occidental era més desenvolupada, tenia més esclaus, major producció i més facilitats de comerç que la zona oriental. Això feia que molts hisendats orientals s'arruïnessin.
- Espanya imposava alts impostos i tributs al seu antull.
- Espanya sostenia un rígid control comercial que afectava enormement l'economia nacional.
- Espanya utilitzava els recursos de l'illa per a assumptes completament aliens a l'interès dels criolls com finançar guerres en el continent (més de la tercera part del pressupost nacional), desenvolupar la colònia de Fernando Poo i altres. Aquestes despeses es feien en un moment que es necessitava un fort projecte inversionista per a modernitzar la indústria sucrera, la qual cosa empitjorava la situació de l'Illa.
- La comprensió de la necessitat d'introduir el treball assalariat com única via per a fer avançar la indústria sucrera, i això mai s'assoliria sota el domini espanyol.

### Causes polítiques
- Espanya no permetia als cubans ocupar càrrecs públics.
- Espanya negava als cubans el dret de reunió com no fora sota la supervisió d'un cap militar.
- No existia la llibertat de premsa.
- Era il·legal crear partits polítics.
- Fracàs de la junta d'informació de 1887 i amb això l'agudització de les contradiccions colònia-metròpoli unit a la maduració d'un pensament independentista amb figures com Félix Varela, José Antonio Saco i altres.

### Causes socials
- Existia l'esclavitud, que a més de ser cruel era un fre per al desenvolupament econòmic de l'illa, car el desenvolupament de la tecnologia cap a imprescindible l'ús d'obrers qualificats.
- Marcada divisió de classes.
- L'existència de prejudicis racials.

## La guerra
El general Francisco Lersundi Hormaechea governava l'illa a nom d'Isabel II, malgrat que la Revolució de 1868 l'havia destronat. Una junta de notables, entre cubans i espanyols, reunida a palau el 24 d'octubre de 1868, no assolí convèncer-lo què apliques les reformes liberals de la Península a Cuba. Portà la paraula José Manuel Mestre, que el general censurà i donà per acabada la sessió; encara que José Morales Lemus tractava d'aclarir alguns punts, fou interromput per Lersundi, que armà voluntaris i anuncià l'estat de setge.
S'havia convingut que la insurrecció esclataria a principis de 1869, però es va haver d'avançar la data, per ordres de presó donades contra Carlos Manuel de Céspedes i altres. Els preparatius de la insurrecció havien estat fets feia temps, per les lògies maçòniques i diverses juntes revolucionàries. Céspedes assistí a la junta de delegats de Camagüey i Orient, celebrada en la finca San Miguel de Rompe, sota la presidència de Francisco Vicente Aguilera el 4 d'agost de 1868. Aquesta revolta va tenir lloc en a la finca La Demajagua, d'allà varen passar els revoltats a la hisenda de Palmas Altas i entraren al poble de Yara a les vuit del vespre del 10 d'octubre de 1868. En aquest lloc se'ls uniren molta gent de color. L'arribada d'una columna espanyola els refusà dispersant-los. Reforçats els insurgents per Luis Marcano, oficial de les reserves dominicanes, amb 300 homes, tronaren sobre Yara i d'allí a Bayamo, que capitulà als tres dies de setge.
La revolta va tenir ressò al Camagüey, on s'alçaren el 4 de novembre de 1868 Salvador Cisneros Betancourt, marquès de Santa Lucia, seguit pels germans Juan Nepomuceno, Manuel, Gregorio i Jerónimo Boza, que moriren en el camp insurrecte), Augusto Arango, Ignacio Enrique i Eduardo Agramonte, Ignacio Mora, Àngel del Castillo i Francisco Sánchez Betancourt, amb bastants d'altres. Blas de Villate y de la Hera, el comte de Valmaseda arribà amb una columna a aquesta regió i abans de res procurà atreure's als rebels, fent-los promeses de reformes. Augusto Arango, cap militar d'aquell moviment, assolí de dividir els ànims en la junta reunida a Clavellinas, però l'Assemblea convocada a l'estació de las Minas, influïda per l'actitud resolta d'Ignacio Agramonte, Salvador Cisneros, Eduardo i Enrique Agramonte, Ignació Mora i altres revolucionaris, refusaren les proposicions de pacte. Els camagüeians elegiren un comitè de govern format per Salvador Cisneros i els Agramonte, i enviaren un emissari a Nassau (Bahames), on Manuel Quesada preparava una expedició invasora.

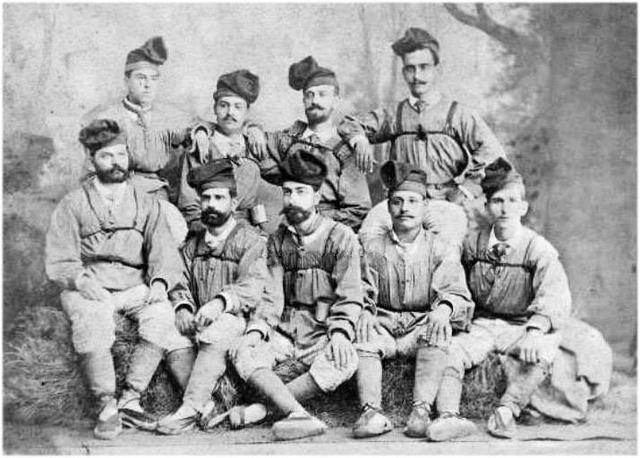
Voluntaris catalans a punt d'embarcar cap a Cuba, el Gener de 1869

La columna espanyola tingué un encontre amb els insurrectes en el turó de Bonilla, que no fou decisiu, i retirat Valmaseda al poble de San Miguel, a prop de Nuevitas, passà a La Havana per a conferenciat amb el capità general. Mentrestant, presa Bayamo pels insurrectes, s'estengué la lluita per l'Orinet cubà. El 30 d'octubre entraren els insurrectes d'Holguin, després d'haver refusat a el Baire la columna del coronel Quirós, que es replegà a Santiago de Cuba.
El comandant d'Holguin es fortificà en l'edifici anomenat la Periquera, del 27 de novembre al 6 de desembre en què arribaren auxilis.
A finals de desembre tornà Valmaseda a Nuevitas amb 3.000 homes, i l'1 de gener de 1869 entrà a les Tunas, el 8 derrotà junt al Salado al cap insurrecte. Donato Mármol, l'11 travessà el riu Cauto, entrant el 15 a Bayamo, que fou incendiada i abandonada pels rebels.
El 4 de gener havia arribat altra volta a Cuba el general Domingo Dulce animat per l'esperit de moderació i concòrdia. Oferí el nomenament de diputats a Corts, assimilar l'illa a la metròpoli, suprimí els tribunals militars i la censura, concedint ampla llibertat d'impremta. Aquestes mesures no eren del gust dels voluntaris, que entenien que s'havia de dominar la insurrecció amb severitat, ocorrin per aquest motiu molts desordres a La Havana. Vingué a donar-los la raó el fracàs de les negociacions entaulades amb els insurrectes, que es negaren a cap pacte que no tingués el fonament en la independència de Cuba. Llavors el general canvià de política, establí la censura d'impremta, creà els consells de guerra, desterrà a diversos cubans a l'illa de Fernando Poo i condemnà a mort a Candido Romero, Francisco León i Agustín Medina. Fins aquí era justificable la seva forma de procedir, però amb molt poc de tacte decretà l'embargament dels béns dels independentistes el 16 d'abril, el que dona lloc a algunes revenges i fraus.
Per altra banda, els insurrectes no s'entenien entre si, tan diverses eren les seves tendències; a Orient, Carlos Manuel de Céspedes assumí el cap, altres dissidents proclamaren dictador a Donato Mármol i el centre de l'illa mancava de direcció. Finalment fou confirmat Céspedes com a cap de l'exèrcit llibertador. Els cubans de la regió, en part per simpatia i en part obligats per la necessitat, secundaren el moviment i al fracàs de les negociacions seguí la revolta de la regió de les Villas el 7 de febrer de 1869. La rebel·lió s'estenia a poc a poc d'Est a Oest, amenaçant envair tota l'illa. Els delegats del Camagüey celebraren conferències amb aquests i amb Céspedes, dant per resultat la Constitució de Guaímaro, proclamada en aquest poble el 10 d'abril de 1869. Els seus signants eren Carlos Manuel de Céspedes, José Maria Izaguirre, Miguel Betancourt, Antonio Alcalà, León Rodriguez, Salvador Cisneros Betancourt, Ignacio Agramonte, Francisco Sanchez Betancourt, Antonio Zambrana, Honorato del Castillo, Miguel Jerónimo Gutiérrez, Eduardo Machado, Antonio Lorda, Tranquilino Valdés i Arcadio García.
Contínuament rebien els insurgents armes i municions per part dels cubans refugiats als Estats Units. Les Repúbliques de Xile, Perú i Bolívia reconegueren la seva bel·ligerància, i arribaren a l'illa les expedicions auxiliadores del Galvanio, del Berrit, i de l'Anna. El refugiat José Morales Lemus, president de la Junta Central republicana de Cuba i Puerto Rico a Nova York, assolí del secretari d'Estat a Washington, Hamilton Fish, que s'enviés a Madrid al general Sicles amb l'encàrrec de proposar la venda de Cuba en 100.000.000 de pesos garantides pels Estats Units. Mort Lemus el 1870. representà als cubans en els Estats Units Miguel Aldama, conspirador des dels temps de Narciso López.

El juny de 1869 el nou governant Antonio Caballero Fernández de Rodas, arribà amb les mateixes aspiracions conciliadores que el general Dulce, recomanant als diversos comandants que s'abstinguessin de cometre abusos i presons que dificultessin la pacificació. Però la guerra continuava amb més dificultats que mai. Els insurrectes foren derrotats a Las Tunas, punt estratègic entre Camagüey i Oriente que pretenien prendre. A Camagüey la revolució minvava, refugiant-se els revoltats a Oriente. Fets presoners Domingo Goicuria i Gaspar Diego Aguero, quan anaven a embarcar-se cap als Estats Units, amb comissions del govern revolucionari, se'ls passà per les armes. El desembre de 1870 fou anomenat capità general el comte de Valmaseda. El 1871 ho hagué nombroses presentacions d'insurrectes que reduïren la insurrecció al seu últim baluard oriental. Maximo Gomez amb Moncada, Maceo i altres, envaí Guantànamo; Vicente García se sostenia en les Tunas, i Calixto García atacà a Jiguani. El mateix any foren afusellats vuit estudiants de medicina, acusats d'haver profanat el sepulcre de Gonzalo Castañón, fundador del diari La voz de Cuba. Un bell monument fou inaugurat en el temps de la dominació espanyola en honor de d'aquestes víctimes, que foren reconegudes innocents. 

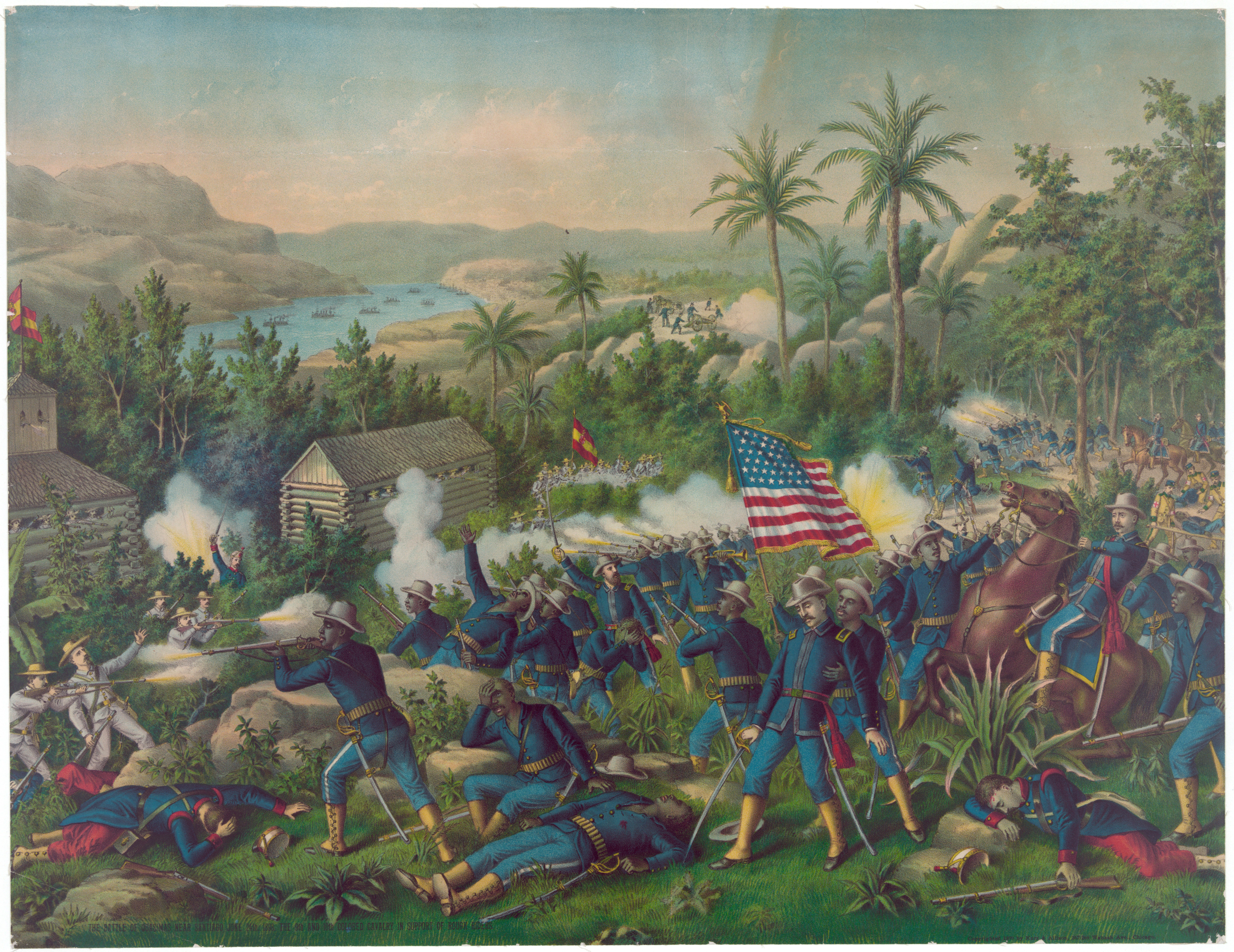
Batalla de Guasímas

Diversos combats tingueren lloc en el Camagüey, sent mortalment ferit el cap Ignacio Agramonte, conegut amb el malnom de Washington cubà. Agramonte, fou l'heroi cubà per excel·lència; representant elevat dels més purs ideals del poble cubà. La seva mort es considerà com una catàstrofe, i la seva memòria tant venerada com pels cubans com la de Cespedes i Aguilera. Substituït per Maximo Gomez de 1873 en la direcció dels insurrectes, lliurà les més notables accions de la guerra dels Deu Anys. Les seves dues primeres gestes foren l'atac de Nuevitas i la captura d'un dipòsit de municions a Santa Cruz del Sur. Destituít pels seus el president Céspedes, elegiren per a substituir-lo en Francisco Vicente Aguilera, que es trobava a l'estranger. Céspedes morí sorprès pels espanyols el 27 de febrer de 1874i Aguilera també morí fora de Cuba, anomenant-se president de l'anomenada República de Cuba a Salvador Cisneros Betancourt.
El 31 d'octubre va sobrevenir l'incident Virginius, quan un vaixell d'aquest nom, va ésser apressat i conduït a Santiago de Cuba. Un consell de guerra jutjà els seus 165 tripulants, dels quals foren afusellats 53 (capita del vapor Fry, generals Bernabé Varona, William O'Ryan i Pedro de Céspedes, coronel Jesús del Sol, etc.,.) abans que les enèrgiques reclamacions de la fragata anglesa Niobe i amenaces dels diplomàtics haguessin obligat els jutges a lliurar al govern dels Estats Units el Virginius i els supervivents revolucionaris.
Màximo Gomez també es distingí en les accions de la Sacra i Palo Seco, desfavorables als espanyols, i després de la batalla del Naranjo (1874, en què va vèncer als brigadiers Báscones i Armiñán. El 15 de març s'inicià la batalla de les Guásimas, que durà alguns dies, distingint-se també aquest cabdill per la seva perícia. Calixto García continuava lluitant en Oriente fins que va caure presoner el 3 de setembre, sorprès per una guerra espanyola, suïcidant-se d'un tret de pistola. No morí i fou molt ben atès en l'hospital militar de Santiago de Cuba. Restà pres fins que se signà el Conveni de Zanjón. Governava llavors per tercera vegada l'illa el general Concha.
El 1875 travessà Màximo Gómez la vereda de Júcaro a Morón, llençant una proclama a la regió de les Villas. Incendià el poble de Jíbaro i portà la lluita per aquest ric país. Desavenències entre el president i els caps d'aquests entre si, feren decaure l'aixecament, fins que fou anomenat en propietat Tomas Estrada Palma (març de 1876) pel càrrec suprem. Els vilarenys no volien per caps ningú que no fos del seu territori i es negaren a obeir als insurrectes camagüeians, pel que, l'octubre el general Gomez resignà com a cap en Carlos Roloff. Els soldats indisciplinats, ja no podien sostenir per més temps la República, i el 19 d'octubre de 1877 el coronel espanyol Mozo Viejo s'apoderà de la persona d'Estrada Palma.
El general Arsenio Martínez-Campos Antón, en arribar a Cuba, trobà el terreny preparat per a concertar la pau. Els caps i persones notables de la sedició es reuniren al turó de Sevilla i acordaren sol·licitar del general la suspensió de les hostilitats. Poc temps després (10 de febrer de 1878 s'acceptava per ambdues bandes el Conveni de Zanjón, en que s'atorgava a Cuba les mateixes condicions de què gaudia Puerto Rico i un indult general. Alguns insurrectes d'Oriente protestaren i volien continuar la guerra, fins que el 28 de maig, els informes remesos per Maceo des de Jamaica i la situació desesperada dels insurgents, feu acceptar per tots aquest pacte.

## Cronologia
10–10–1868 Aixecament de la Demajagua i el Manifest del 10 d'Octubre.
11–10–1868 Atac a Yara
20–10-1868 Atac i Presa de Bayamo, Lletra de l'Himne Nacional en Bayamo
4–11-1868 Primera càrrega al matxet a Pinos de Baire
4–11-1868 Aixecament de les Clavellinas
26–11-1868 Reunió de Las Minas
Gener 1869 Accions dels voluntaris a l'Havana
11–01-1869 Incendi de Bayamo
07–02-1869 Aixecament de LV. al Cafetal González
10–04-1869 Assemblea de Guaímaro
1869 Martí publica els periòdics "Diable Cojuelo" i "Patria Libre", on inclou el poema "Abdala"
15–01-1871 Deportació de Martí cap a Espanya
Juliol 1871 Inici de la invasió a Guantánamo
04–08-1871 Combat del Cafetal La Indiana
08–10-1871 Rescat de Sanguily 1871
Es publica l'obra El Presidi Polític a Cuba
27–11-1871 Afusellament dels Estudiants de Medicina
1873 Es publica "La República Espanyola davant la Revolució Cubana"
11–05-1873 Mort de Agramonte a Jimaguayú
27–10-1873 Destitució de Céspedes a Bijagual
09–11-1873 Combat de La Sacra
02–12-1873 Combat de Palo Seco
10/11–02-74 Combat del Naranjo
27–02-1874 Mort de Céspedes en San Lorenzo
15/19–03-74 Batalla de les Guásimas
06–05-1875 Encreuament de la Trocha i inici de la invasió a LV
17–04-1875 Sedición de Llacunes de Varona
04 – 08 - 1876 Mort de Henry Reeve a Yaguaramas
10-1876 Fracàs de la invasió de LV Gómez es retira del territori
11–05-1877 Sedició de Santa Rita
05–07-1877 Carta de Maceo a Vicente García
04–02-1878 Combat de Juan Mulato
07/09–02-78 Combat de San Ulpiano
10–02-1878 Signatura del Pacte del Zanjón
15–03-1878 Protesta de Baraguá

## Personatges importants
Algunes de les figures més importants de la guerra foren: 
- Carlos Manuel de Céspedes, qui no sols inicipa el conflicte, sinó que va ser un dels més radicals en tot el procés. Va ser el primer president de la República en Armes i fou també el primer funcionari cubà destituït d'un càrrec polític. En una ocasió les forces espanyoles van detenir un dels seus fills i ho van amenaçar de matar-lo si no acabava la guerra. Carlos Manuel va respondre amb una negativa que li va costar la vida del seu fill. Aquest fet li va guanyar el títol de "Pare de la Pàtria".
- El General Máximo Gómez, militar de carrera dominicà, qui havia lluitat contra els seus paisans anti-annexionistes quan era un jove militar de l'Exèrcit Espanyol i que, després de la derrota en la República Dominicana, es va traslladar a Cuba, on anys més tard seria un dels caps militars independentistes.
- El General Antonio Maceo, un mulat llibert que va guanyar els seus graus per la seva intel·ligència estratègica i el seu valor.
- El Major Ignacio Agramonte, un aristòcrata de la zona de Camagüey, qui va renunciar a totes les seves riqueses i es va unir als insurgentes i fer famós per diverses accions militars que van demostrar la seva capacitat com a capdavanter i els seus dots com a estrateg.
- El General Calixto García.
- El General José Maceo, un dels germans petits d'Antonio Maceo.

## Història posterior
Després d'aquesta fallida però molt important guerra, hi va haver altres conflictes menors com la "Guerra Chiquita", que tampoc van tenir èxit. Finalment, el 24 de febrer de 1895, amb el Crit de Baire, va començar la Guerra del 95, que va concloure amb l'entrada dels Estats Units d'Amèrica en la guerra en 1898 i la rendició incondicional de les tropes espanyoles davant les forces nord-americanes. Aquesta última part de la guerra se la coneix com la Guerra Hispano-estatunidenca o simplement com la Guerra de Cuba